# Rahaf
 (juillet 2019).
Si vous disposez d'ouvrages ou d'articles de référence ou si vous connaissez des sites web de qualité traitant du thème abordé ici, merci de compléter l'article en donnant les références utiles à sa vérifiabilité et en les liant à la section « Notes et références ».
Rahaf (en arabe : رهف) est un prénom arabe signifiant « quelque chose de délicat, fin, sensible et raffiné ». Il est aussi utilisé au Canada mais rarement.

## À voir
- Rahaf Mohammed (née en 2000), réfugiée saoudienne au Canada, en janvier 2019.